# ردف (حيوان)
الرِّدْف أو الكَفَل أو العَجُز في علم التشكل الخارجي للحيوان، هو الجزء الخلفي من الظهر أي الخلفي للخاصرة والأمامي للذيل. من الناحية التشريحية ، يوافق الردف العجز تشريحيًا.